# Michael Hahn (Indologe)

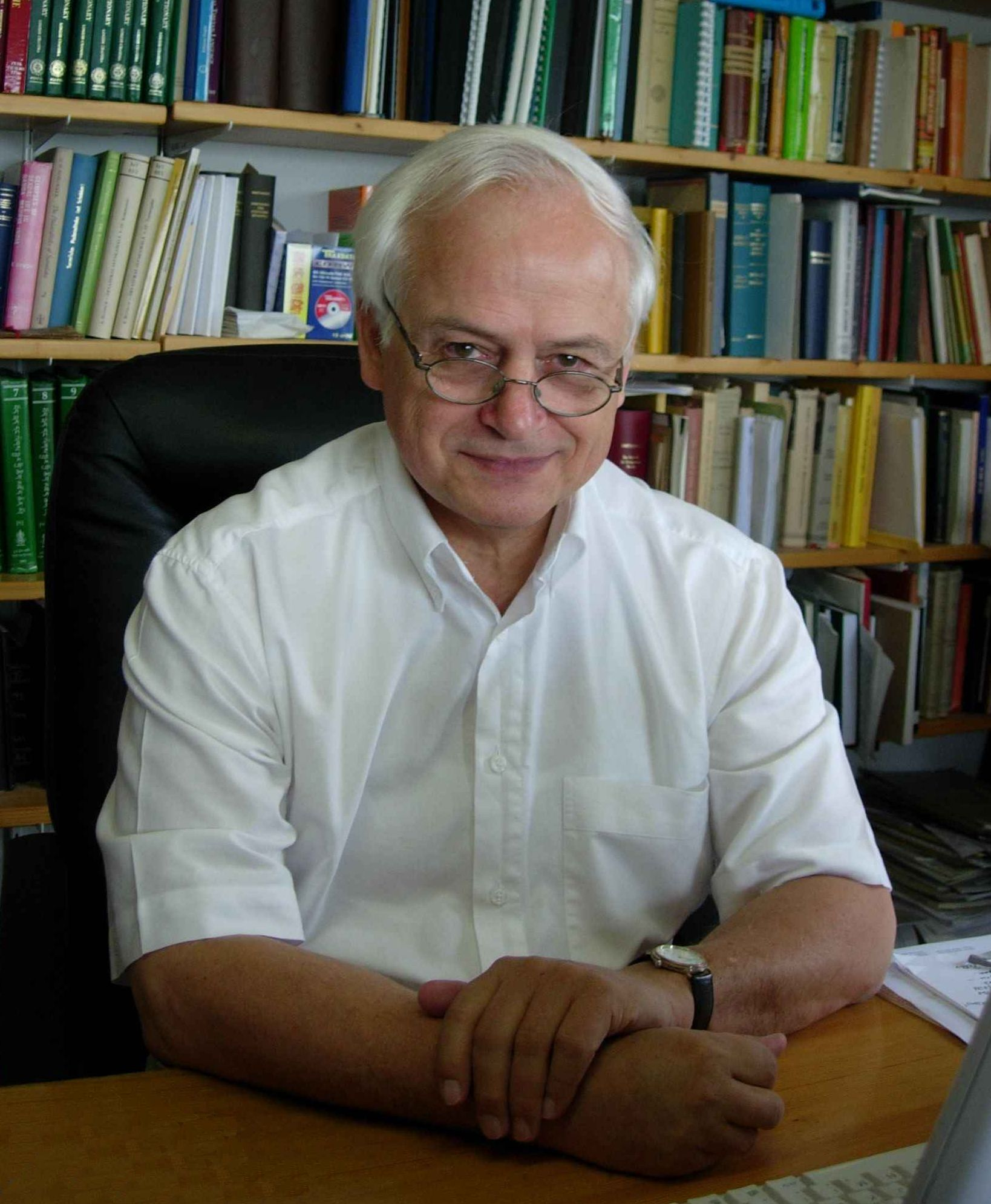
Michael Hahn (2006)

Michael Hahn (* 7. Mai 1941 in Otterndorf; † 12. Juli 2014 in Marburg) war ein deutscher Indologe und Tibetologe mit den Forschungsschwerpunkten klassische Sanskrit-Literatur, tibetische Literatur und Sprachwissenschaft, sowie Buddhismus, der als Professor am Fachbereich Fremdsprachliche Philologien der Philipps-Universität Marburg tätig war.

## Leben

### Jugend und Ausbildung
Michael Hahn war der in Otterndorf an der Elbe geborene Sohn des Chirurgen Florian Hahn und dessen Frau Edith Hahn, geborene Linsenbarth. 1960 legte er am  Amandus-Abendroth-Gymnasium in Cuxhaven das Abitur ab und begann im selben Jahr das Studium der Mathematik, Chemie, Physik und des Sanskrit (bei Gustav Roth und Ernst Waldschmidt) an der Georg-August-Universität in Göttingen. Im folgenden Jahr studierte er Psychologie und Musikwissenschaft. Von 1962 bis 1967 studierte er Psychologie an der Philipps-Universität Marburg und im Zweitstudium Indologie bei Wilhelm Rau, Tibetologie bei Claus Vogel und Sinologie bei Hans O. H. Stange. Das Psychologiestudium beendete er 1964 mit dem Vordiplom und schrieb ab 1965 seine Dissertation in Tibetologie, die er Mitte 1967 mit der Promotion zum Doktor der Philosophie in Marburg abschloss. Von 1967 bis 1968 folgte ein Studium der Mongolistik (bei Walther Heissig) an der Universität Bonn.

### Akademische Laufbahn
Ab 1968 war Hahn als Wissenschaftlicher Assistent an der Universität Hamburg, Arbeitsbereich Indologie mit Schwerpunkt Buddhismuskunde, unter Ludwig Alsdorf und Franz Bernhard tätig, wo er sich 1972 für die Fächer Indologie und Tibetologie mit einer Arbeit über Candragomins Schauspiel Lokānanda habilitierte. Ab 1972 wirkte Hahn als Wissenschaftlicher Assistent (einschließlich der Befugnis, Vorlesungen zu halten) an der Universität Bonn. 1973 erfolgte die Umhabilitation für Indologie und Tibetologie an der Universität Bonn, wo er 1974 zum außerplanmäßigen Professor, Akademischen Oberrat und Leiter der Indo-tibetischen Abteilung sowie 1982 zum Professor für Indo- und Tibetologie ernannt wurde. In den Jahren 1976 bis 1988 unternahm der in Swisttal-Odendorf lebende Hahn Reisen zur Suche von buddhistischen Handschriften aus Nepal, die dann in Form von Kopien und Mikrofilmen der Forschungstätigkeit am Indologischen Seminar der Universität Bonn dienten.
Zum 1. Oktober 1988 erhielt er einen Ruf als Professor an die Philipps-Universität Marburg als Nachfolger von Wilhelm Rau. Diese Position hatte er bis 2007 inne, seine Abschiedsvorlesung fand im Juli 2007 statt.
Bereits im Sommer 2004 hatte der Senat der Universität Marburg im Rahmen größerer Einsparungsmaßnahmen beschlossen, das Fachgebiet Indologie und Tibetologie nach der Emeritierung von Hahn zu schließen. Hahn gelang es, die hessische Landesregierung von den Leistungen und dem internationalen Ansehen der Forschung in Marburg zu überzeugen, sodass der Beschluss rückgängig gemacht und 2006 das Verfahren zur Wiederbesetzung der Professur eingeleitet wurde, das 2007 mit der Ernennung von Jürgen Hanneder als Nachfolger Hahns abgeschlossen wurde.
Zwischen 1976 und 2009 hatte Hahn Gastprofessuren inne und absolvierte temporäre Forschungsaufenthalte in Europa, Asien und Nordamerika. Von 1976 bis 1980 übernahm er eine Gastprofessur für Tibetisch an der Philipps-Universität Marburg, von 1984 bis 1985 eine Gastprofessur (Forschungsaufenthalt ohne Lehrtätigkeit) an der Waseda-Universität in Tokio. Numata-Professuren führten ihn an die Universität von Calgary (Numata Chair of Buddhist Studies, 1991), die Universität London (2001), die Universität Berkeley, Kalifornien (2005) sowie an die Universität Wien (2009). Von 1978 bis 1979 war er Regionaler Leiter (local director) des Nepal-German Manuscript Preservation Project und des Nepal Research Centre in Kathmandu (Nepal), 1981 und 1982 absolvierte er Forschungsaufenthalte als Research Fellow in der Reiyukai Library in Tokio.

## Forschungsgebiete

### Klassische Sanskrit-Literatur
In der poetischen und didaktischen Sanskrit-Literatur des indischen Buddhismus (in Originalen, aber auch in tibetischen oder chinesischen Übersetzungen) lag Hahns Schwerpunkt auf schlecht oder gar nicht erschlossenen Werken. Resultierende Arbeiten waren Neu- oder Erstausgaben, die in vielen Fällen auch von Übersetzungen begleitet sind. Diese Publikationen umfassen Hahns eigene Arbeiten sowie die Magisterarbeiten und Dissertationen seiner Schüler. Auf diese Weise sind viele Werke der indischen Literatur erstmals oder in verbesserter Form zugänglich gemacht worden.
Zu den von Hahn und Mitarbeitern bearbeiteten Texten gehören die Schauspiele Lokānanda (Freude für die Menschen; 5. Jahrhundert) von Candragomin, und Nāgānanda (Freude für die Nāgas; 7. Jahrhundert) von Harsadeva, sowie aus der buddhistischen Erzählliteratur der „Legendenkranz“ Jātakamālā des Haribhaṭṭa (vor 400 n. Chr.), der „Legendenkranz“ des Gopadatta (nach Haribhaṭṭa, vor 800 n. Chr.), der „Legendenkranz“ des Āryaśūra (3. oder 4. Jahrhundert), und Kṣemendras „Wunschranke der Großtaten des Bodhisattva“ (11. Jahrhundert).

### Indische Metrik
Im Bereich der Versmaßlehre erschloss Hahn die theoretische Darstellung der indischen Metrik (Ratnākaraśāntis Chandoratnākara) als auch deren literarische Umsetzung durch Jñānaśrīmitra (* etwa 975/980, † etwa 1025/1040).